# Convention d'Ocaña
La convention d'Ocaña est une assemblée constituante de la Grande Colombie qui s'est réunie dans la ville d'Ocaña, en Colombie, entre le 9 avril et le 10 juin 1828. Son objectif était de réformer la constitution de Cúcuta afin de résoudre les problèmes survenus durant la première république de Colombie. 

## Contexte
Depuis quasiment le début du processus d'indépendance des territoires composant la Grande Colombie, la situation politique du pays est tendue entre les partisans d'un État centralisé fort, suivant les idées de Simón Bolívar, président, et les partisans d'une confédération de type fédéral, suivant les idées de Francisco de Paula Santander, le vice-président. Les désirs séparatistes de différentes factions, notamment vénézuéliennes incarnées par le général José Antonio Páez qui s'oppose à la fois à Bolívar et Santander, aggravent encore les difficultés de la vie politique colombienne.
De septembre 1823 jusqu'en 1827, Bolívar, bien que président en titre de la Grande Colombie, ne gouverne pas et laisse à Santander le soin de diriger le pays. Il est en effet, avec l'autorisation du Congrès, en campagne pour la libération du Pérou et de la Bolivie jusqu'en 1824, puis occupe le poste de président du Pérou jusqu'au 28 janvier 1827. 
De retour en Grande Colombie, Bolívar doit donc faire face à une situation explosive. Un premier congrès est organisé en 1827 afin de réfléchir au futur de la constitution de Cúcuta. Considérant qu'elle est la cause des maux de la République, celui-ci décide de convoquer une convention de tous les représentants de toutes les provinces du pays pour le 2 mars 1828 dans la ville d'Ocaña, convocation officialisée par la loi du 7 août 1827.

## Participants

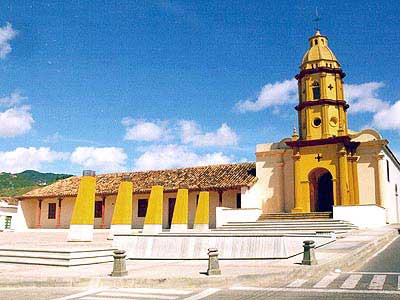
Église de San Francisco, où s'est tenue la convention d'Ocaña.

75 citoyens participèrent à la convention : 42 néo-grenadins, 23 vénézuéliens, 8 équatoriens et 2 panaméens.
- Nouvelle-Grenade
  - Province d'Antioquia
    - Juan de Dios Aranzazu
    - Manuel Antonio Arrubla
    - Francisco Montoya
    - Manuel Jaramillo

  - Province de Tunja
    - Francisco Soto
    - José Ignacio de Márquez
    - Manuel Joaquín Ramírez
    - José Scarpetta

  - Province de Bogota
    - Francisco de Paula Santander
    - Vicente Azuero
    - Luis Vargas tejada
    - Diego Fernández Gómez
    - José Joaquín Gori
    - Rumualdo Liévano
    - Francisco López Aldana
    - José Félix Merizalde

  - Province de Chocó
    - José Hilario López Valdés

  - Province de Buenaventura
    - Joaquín Mosquera

  - Province de Casanare
    - Salvador Camacho Roldán

  - Province de Carthagène
    - José María del Castillo y Rada
    - José María del Real
    - Manuel Benito Rebollo
    - José Ucrós
    - Juan Fernández Sotomayor
    - Anastasio García Frías

  - Province de Mompós
    - Manuel Cañarete
    - Juan Bautista Quintana

  - Province de Pamplona
    - José Concha
    - Facundo Mutis

  - Province de Popayán
    - Rafael Mosquera
    - Fortunato Gamba
    - Rafael Diago
    - Manuel María Quijano

  - Province de Riohacha
    - Juan Francisco Martín

  - Province de Santa Marta
    - Santiago Pérez Macenet
    - José María Salazar

  - Province de Socorro
    - Juan de la Cruz Gómez Plata
    - Angel María Flórez
    - Manuel Baños
    - Francisco Javier Cuevas
    - Juan Nepomuceno Toscano
- Venezuela
  - Province d'Apure
    - Juan José Pulido

  - Province de Carabobo
    - Salvador Mesa
    - Francisco Aranda
    - Vicente Michelena
    - Juan José Romero
    - Santiago Rodríguez
    - Juan Nepomuceno Chávez

  - Province de Barcelona
    - Pedro Vicente Grimón

  - Province de Caracas
    - Martín Tobar Ponte
    - Andrés Narvarte
    - José de Iribarren
    - Mariano de Echezuría
    - Juan Manuel Manrique
    - Manuel Vicente Huizi
    - Valentín Espinal

  - Province de Coro
    - Rafael Hermoso

  - Province de Cumaná
    - Domingo Bruzual

  - Province de Maracaibo
    - Antonio María Briceño Altuve

  - Province de Margarita
    - Francisco Esteban Gómez

  - Province de Mérida
    - Juan de Dios Picón

  - Province de Barinas
    - Pedro Briceño Méndez
    - Miguel María Punar
    - Francisco Conde
- Équateur
  - Province de Cuenca
    - Manuel Avilés
    - José Matías Orellana
    - José Fermín Villavicencio

  - Province de Pichincha
    - Fermín Orejuela

  - Province de Chimborazo
    - José Moreno de Salas

  - Province de Loja
    - José Félix Valdivieso

  - Province de Guayaquil
    - Pablo Merino
    - Martín Santiago de Icaza
- Panama
  - Manuel Pardo
  - José Vallarino

## Déroulement

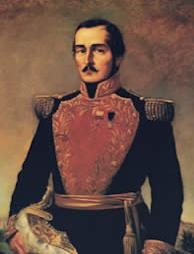
Francisco de Paula Santander.

Sitôt la convocation effectuée, Francisco de Paula Santander renonce à sa charge de vice-président afin de participer à la convention en tant que député. Bolívar, en tant que président, ne peut y participer.
Le 2 mars 1828, 17 députés se réunissent et se constituent en en comité préparatoire afin d'examiner la légalité des nominations effectuées par chaque province de la République.
Le 2 avril se met en place un conseil de qualification de 68 députés qui officie jusqu'au 8. 
Le 9 avril, à 9 heures du matin, une messe solennelle est célébrée dans l'église de Santa Ana et à 11 heures, les députés retournent dans l'église de San Francisco afin de commencer les sessions formelles de la convention. 64 délégués de toutes les provinces de la Grande Colombie assistent à l'inauguration, sur les 108 qui correspondant à la population. Dans un premier temps, José María del Castillo y Rada, de Carthagène, est élu président de la grande convention et Andrew Narvarte, de Caracas, est élu vice-président.
Toutes les forces militaires d'Ocaña a été retirée à Mompox, pour éviter des incidents. L'objet des discussions est le système politique que doit adopter la Grande-Colombie. Les participants se divisent en deux camps : ceux qui préconisent le centralisme, les partisans de Bolívar, et ceux qui défendent le système fédéral, partisans de Santander, qui dénoncent le centralisme de la Constitution de Cúcuta. Les leaders de ces deux groupes politiques opposés de la convention sont Francisco de Paula Santander et José María Castillo y Rada.
Le 16 avril est approuvée à l’unanimité la proposition de réformer la constitution. Une commission de rédaction est nommée.
Le 23 avril, Jose Ignacio Marquez est nommé en tant que président de la convention et Martin Tobar Ponte vice-président.
À partir du 19 avril se discutait un projet visant à adopter le système fédéral, un vote est organisé le 28 et rejette l'option, à la grande satisfaction de Bolívar. Finalement, il est décidé que la structure de la Constitution de Cúcuta serait conservée, que le gouvernement colombien et ses trois pouvoirs resterait unitaire, que son administration devait être renforcée pour une action plus efficace qu'il était nécessaire d'établir des assemblées dans les divisions territoriales.
Le 21 mai, le Comité de rédaction présente le projet de constitution dont la rédaction a été effectué par Vicente Azuero.
Le 23 mai, après une lecture rapide, il est approuvé en première lecture. Quelques jours plus tard, la minorité bolivarienne commence à faire des objections à ce projet connu sous le nom de Constitution Azuerina.
Le 28 mai, alors que le deuxième débat allait commencer, le Dr José María del Castillo y Rada présente un autre projet, ce qui déclenche de nouveaux incidents.
Le 29 mai, les bolivariens demandent que soit faite lecture du second projet, alors que la deuxième lecture du premier projet est toujours en suspens. Très logiquement, les santandéristes répliquent en les traitant de monarchistes.
Le 2 juin, les députés bolivariens se réunissent et décident de se retirer de la convention, en raison de la façon dont leur projet a été reçu.
Entre le 2 et le 4 juin, un tiers des députés ne participe pas aux discussions. Santander et Azuero menacent de se retirer de la convention. À ce moment, l'état d'esprit des députés les répartit en trois catégories :
- les santandéristes exaltés
- les bolivariens prêts à se retirer de la convention
- les indépendantistes insatisfaits

Le 6 juin, la discussion sur les deux projets est définitivement suspendue et un troisième commence à être discuté, sous la forme d'un amendement à la Constitution de 1821, présenté cette fois par Diego Fernando Gomez.
Le 7 juin, les bolivariens écrivent au Libérateur en lui exprimant leur volonté de se retirer de la convention.
Le 10 juin, au petit matin, 19 députés bolivariens quittent Ocaña en direction de La Cruz (aujourd'hui Abrego).
Le 11 juin, la convention d'Ocaña est levée sans qu'aucun accord ne soit obtenu, si ce n'est sur la nécessité de réformer la Constitution.

## Conséquences
Après l'échec de la convention d'Ocana, Santander va à Cúcuta, puis Bogota.
Le 13 mai 1828, un mouvement populaire à Bogota, parrainé par le général Pedro Alcántara Herrán, gouverneur général et commandant du département de Cundinamarca, proclame Simon Bolívar dictateur et signe une lettre de révocation des pouvoirs des membres de Bogota à la convention, ignorant les actes de la Constituante d'Ocaña et chargeant Bolívar d'être le commandement suprême de la nation.
Le 27 août 1828, Simon Bolivar adopte le décret organique qu'il a appelé « loi fondamentale » et par lequel il assume la dictature et abolit la Constitution de Cúcuta. Le 11 septembre 1828, Estanislao Vergara, ministre des Affaires étrangères apprend à Santander qu'il est nommé ministre plénipotentiaire de la Colombie devant le gouvernement des États-Unis.
Le 23 novembre 1829, le gouverneur de la province de Carabobo réunit une assemblée à Valencia qui approuve à la majorité la séparation du Venezuela de la République de Colombie.
En 1830, le Congrès Admirable, convoqué par Bolívar pour tenter de trouver une solution, échoue. Bolívar, dont la santé se dégrade, présente sa démissionne de la présidence.
Le 13 mai 1830, le Distrito del Sur" (district du Sud) déclare à son tour son indépendance et devient l'Équateur. Après seulement 9 ans d'existence, la Grande Colombie, et avec elle le rêve unificateur de Bolívar, prend fin. Ce dernier, malade, s'éteint le 17 décembre 1830, à Santa Marta.